# Kanton Longuyon
Longuyon is een voormalig kanton van het Franse departement Meurthe-et-Moselle. Het kanton maakt deel uit van het arrondissement Briey. Het kanton is begin 2015 opgeheven en de gemeenten werden opgenomen in het aangrenzende kanton Mont-Saint-Martin.

## Gemeenten
Het kanton Longuyon omvatte de volgende [gemeenten:
- Allondrelle-la-Malmaison
- Beuveille
- Charency-Vezin
- Colmey
- Cons-la-Grandville
- Doncourt-lès-Longuyon
- Épiez-sur-Chiers
- Fresnois-la-Montagne
- Grand-Failly
- Han-devant-Pierrepont
- Longuyon (hoofdplaats)
- Montigny-sur-Chiers
- Othe
- Petit-Failly
- Pierrepont
- Saint-Jean-lès-Longuyon
- Saint-Pancré
- Tellancourt
- Ugny
- Villers-la-Chèvre
- Villers-le-Rond
- Villette
- Viviers-sur-Chiers